# Route nationale 9 (Inde)
Pour les articles homonymes, voir Route nationale 9.
La Route nationale 9 (en anglais : National Highway 9, sigle NH 9), une route nationale  en Inde qui commence à Malout et se termine à Pithoragarh.

## Tracé
La NH 9 traverse les États du Pendjab, de l'Haryana, de Delhi, de l'Uttar Pradesh et de l'Uttarakhand,.
Le NH 65 traverse les villes et villages ci-dessous, d'ouest en est :
Maharashtra (349.20 km),
- Pune
- Hadapsar[5]
- Loni Kalbhor
- Bhigwan
- Indapur
- Mohol
- Solapur
- Naldurg
- Yenegur
- Omerga

Karnataka (75.61 km)
- Humnabad
- Mannaekhalli

Telangana (276.80 km)
- Zahirabad
- Sangareddi
- Hyderabad
- Choutuppal
- Chityal
- Narketpally
- Nakrekal
- Suryapet
- Munagala
- Kodad

Andhra Pradesh (150.05 km)
- Nandigama
- Kanchikacherla
- Vijayawada
- Pamarru
- Machilipatnam

## Histoire
Après la renumérotation de toutes les autoroutes nationales par la National Highway Authority of India en 2010, l'actuelle NH 9 a été formée en fusionnant des tronçons de cinq autoroutes nationales distinctes en 2010 ; il s'agissait de l'ancienne NH 10 (tronçon Fazilka-Delhi), de l'ancienne NH 24 (tronçon Delhi-Rampur), de l'ancienne NH 87 (tronçon Rampur-Rudrapur), de l'ancienne NH 74 (tronçon Rudrapur-Sitarganj-Khatima) et de l'ancienne NH 125 (tronçon Tanakpur-Pithoragarh).